# Cinematica relativistica
La teoria della relatività di Albert Einstein cambiò totalmente il modo di vedere la fisica classica nei primi anni del '900. Con le sue intuizioni si arrivò a costruire il primo modello di relatività ristretta (o speciale) che a loro volta porteranno alla fondazione della relatività generale. Qui sarà presa in esame lo studio del moto di un corpo sottoposto a forza costante.
Lo studio di seguito trattato implica uno spazio-tempo non curvato da fonti destabilizzatrici, quali masse o campi di ogni tipo.
Inoltre le grandezze vettoriali trattate sono state considerate tutte applicate lungo una ugual direzione.

## Relatività speciale o ristretta
Con la restrizione della validità delle equazioni della dinamica Newtoniana, è stato necessario riscrivere le equazioni più basilari di questa ai fini di poter descrivere fenomeni più complessi, prima non contemplabili, a velocità paragonabili a quella della luce.
Immaginiamo di essere un osservatore di una astronave e che, grazie a un potente motore a combustione di antimateria, ad esempio, questa possa viaggiare nello spazio.
Conoscendo le equazioni della fisica classica, non potremmo mai ottenere una legge oraria che soddisfi la cocente condizione "nulla va più veloce della luce". Ecco perché qui costruiremo un modello puramente cinematico di un corpo sottoposto a una forza costante. Ricordiamo il principio della dinamica, con applicata, la modifica relativistica:
{\displaystyle F={\frac {dP}{dt}}}
{\displaystyle P=\gamma m_{0}v}
{\displaystyle \gamma ={\frac {1}{\sqrt {1-{\frac {v^{2}}{c^{2}}}}}}}
dove:
- {\displaystyle F} è la forza agente
- {\displaystyle v} è la velocità istantanea del corpo
- {\displaystyle m_{0}} è la massa a riposo del corpo
- {\displaystyle P} è la quantità di moto o quadrimpulso
- {\displaystyle c} è la velocità della luce

Le leggi del moto sono le seguenti
{\displaystyle a(t)={\frac {a_{0}}{\left(1+{\frac {a_{0}^{2}t^{2}}{c^{2}}}\right)^{\frac {3}{2}}}}}
{\displaystyle v(t)={\frac {a_{0}t}{\sqrt {1+{\frac {a_{0}^{2}t^{2}}{c^{2}}}}}}}
{\displaystyle s(t)={\frac {c^{2}}{a_{0}}}\cdot \left({\sqrt {1+{\frac {a_{0}^{2}t^{2}}{c^{2}}}}}-1\right)}

## Dimostrazione
Discutendo un sistema puramente cinematico, tratteremo {\displaystyle F} e {\displaystyle m_{0}} come costanti e anzi, useremo il loro rapporto {\displaystyle {\frac {F}{m_{0}}}=a_{0}}, intendendo con {\displaystyle a_{0}} l'accelerazione iniziale impressa al corpo e quindi non dipendente da {\displaystyle t}.
Svolgiamo per cominciare la derivata in {\displaystyle t} della quantità di moto {\displaystyle P}
{\displaystyle P=\gamma m_{0}v}
{\displaystyle {\frac {dP}{dt}}=m_{0}v{\frac {d\gamma }{dt}}+m_{0}\gamma {\frac {dv}{dt}}\Rightarrow {\frac {dP}{dt}}=m_{0}v{\frac {d\gamma }{dt}}+m_{0}\gamma a}
{\displaystyle F=\gamma m_{0}a+m_{0}v{\frac {d\gamma }{dt}}\Rightarrow F=m_{0}(\gamma a+v{\frac {d\gamma }{dt}})}
Svolgiamo quindi il differenziale di {\displaystyle \gamma }, ma in {\displaystyle dv} così da poter integrare in un momento successivo:
{\displaystyle d\gamma ={\frac {v}{c^{2}}}\cdot \gamma ^{3}dv}
e sostituiamo
{\displaystyle F=m_{0}(\gamma a+v{\frac {v}{c^{2}}}\cdot \gamma ^{3}\cdot {\frac {dv}{dt}})}
ovvero
{\displaystyle F=m_{0}(\gamma a+{\frac {v^{2}}{c^{2}}}\cdot \gamma ^{3}\cdot a)}
quindi raccogliamo {\displaystyle a\gamma }
{\displaystyle F=\gamma m_{0}a(1+{\frac {v^{2}}{c^{2}}}\cdot \gamma ^{2})\Rightarrow a_{0}=a\gamma (1+{\frac {v^{2}}{c^{2}}}\cdot \gamma ^{2})}
dividiamo per {\displaystyle m_{0}} e sostituiamo la variabile {\displaystyle a} con {\displaystyle {\frac {dv}{dt}}}
{\displaystyle a_{0}dt=dv\gamma (1+{\frac {v^{2}}{c^{2}}}\cdot \gamma ^{2})}
ora possiamo integrare
{\displaystyle \int _{0}^{t}a_{0}dt=\int _{0}^{t}\gamma (1+{\frac {v^{2}}{c^{2}}}\cdot \gamma ^{2})dv}
{\displaystyle a_{0}t=v(t)\cdot \gamma (t)}
ora esprimiamo il tutto in funzione di v(t)
{\displaystyle a_{0}t={\frac {v(t)}{\sqrt {1-{\frac {v^{2}(t)}{c^{2}}}}}}\Rightarrow a_{0}^{2}t^{2}={\frac {v^{2}(t)}{1-{\frac {v^{2}(t)}{c^{2}}}}}}
{\displaystyle (1-{\frac {v^{2}(t)}{c^{2}}})a_{0}^{2}t^{2}=v^{2}(t)\Rightarrow a_{0}^{2}t^{2}-{\frac {a_{0}^{2}t^{2}}{c^{2}}}\cdot v^{2}(t)-v^{2}(t)=0\Rightarrow v^{2}(t)({\frac {a_{0}^{2}t^{2}}{c^{2}}}+1)=a_{0}^{2}t^{2}}
in conclusione
{\displaystyle v(t)={\frac {a_{0}t}{\sqrt {1+{\frac {a_{0}^{2}t^{2}}{c^{2}}}}}}}
per ottenere la legge oraria basterà integrare {\displaystyle v(t)} in {\displaystyle dt} mentre per avere l'andamento dell'accelerazione, occorrerà farne la derivata
{\displaystyle a(t)={\frac {d}{dt}}v(t)}
{\displaystyle s(t)=\int v(t)dt}
e i rispettivi risultati sono
{\displaystyle a(t)={\frac {a_{0}}{(1+{\frac {a_{0}^{2}t^{2}}{c^{2}}})^{\frac {3}{2}}}}}
{\displaystyle s(t)={\frac {c^{2}}{a_{0}}}\cdot ({\sqrt {1+{\frac {a_{0}^{2}t^{2}}{c^{2}}}}}-1)}

## Generalizzazione delle leggi classiche
Queste formule valgono per ogni periodo di tempo {\displaystyle t}, tuttavia non possono entrare in contraddizione con ciò che afferma la fisica Newtoniana. Tali leggi devono valere per t molto piccoli, pertanto andiamo a dimostrare che queste leggi, sono un caso particolare di quelle ricavate dalla dinamica relativistica.
Per farlo, usiamo gli sviluppi in serie di Taylor in 0 e otterremo i seguenti risultati
{\displaystyle \lim _{t\rightarrow 0}{\frac {a_{0}}{(1+{\frac {a_{0}^{2}t^{2}}{c^{2}}})^{\frac {3}{2}}}}=a_{0}}
{\displaystyle \lim _{t\rightarrow 0}{\frac {a_{0}t}{\sqrt {1+{\frac {a_{0}^{2}t^{2}}{c^{2}}}}}}=a_{0}t}
{\displaystyle \lim _{t\rightarrow 0}{\frac {c^{2}}{a_{0}}}\cdot ({\sqrt {1+{\frac {a_{0}^{2}t^{2}}{c^{2}}}}}-1)={\frac {1}{2}}a_{0}t^{2}}
Viceversa, confermiamo che queste equazioni sono valide in quanto hanno come limite di {\displaystyle v} per valori di {\displaystyle t} molto alti, vale {\displaystyle c}
{\displaystyle \lim _{t\rightarrow \infty }{\frac {a_{0}}{(1+{\frac {a_{0}^{2}t^{2}}{c^{2}}})^{\frac {3}{2}}}}=0}
{\displaystyle \lim _{t\rightarrow \infty }{\frac {a_{0}t}{\sqrt {1+{\frac {a_{0}^{2}t^{2}}{c^{2}}}}}}=c}
{\displaystyle \lim _{t\rightarrow \infty }{\frac {c^{2}}{a_{0}}}\cdot ({\sqrt {1+{\frac {a_{0}^{2}t^{2}}{c^{2}}}}}-1)=\infty }
I conti tornano: l'accelerazione è una funzione di t che possiede un asintoto orizzontale in 0, mentre {\displaystyle s(t)} possiede un asintoto obliquo con pendenza uguale a c
{\displaystyle \lim _{t\rightarrow \infty }{\frac {s(t)}{t}}=>}
{\displaystyle \lim _{t\rightarrow \infty }{\frac {c^{2}}{a_{0}t}}\cdot ({\sqrt {1+{\frac {a_{0}^{2}t^{2}}{c^{2}}}}}-1)=\lim _{t\rightarrow \infty }{\frac {c^{2}}{a_{0}t}}\cdot ({\frac {a_{0}t}{c}}-1)=\lim _{t\rightarrow \infty }{\frac {c^{2}}{a_{0}t}}\cdot {\frac {a_{0}t}{c}}=c}

## Forza variabile
Prendiamo ora in esame il caso in cui la forza a cui viene sottoposto il nostro corpo non sia costante nel tempo, bensì vari. Questo significa che non potremo più riferirci ad un {\displaystyle a_{0}}, ma dovremo trovare una nuova grandezza su cui riferirci che scopriremo essere il lavoro compiuto nello spostamento.
I passaggi precedenti valgono sino a questo punto:
{\displaystyle F=\gamma m_{0}a(1+{\frac {v^{2}}{c^{2}}}\cdot \gamma ^{2})}
Procediamo
{\displaystyle Fdt=\gamma m_{0}(1+{\frac {v^{2}}{c^{2}}}\cdot \gamma ^{2})dv}
A questo punto integrando otterremmo a sinistra dell'uguaglianza un impulso istantaneo ed essendo quest'ultima una grandezza di non facile misura, senza contare che il risultato ci dice solo quanto già sapevamo riguardo alla quantità di moto, conviene usare un'altra grandezza:
{\displaystyle I(t)=m_{0}\gamma (t)v(t)}
Operiamo quindi come segue, usando il differenziale di spazio anziché quello di tempo, cambiandolo mediante la relazione con la velocità {\displaystyle v={\frac {ds}{dt}}=>dt={\frac {ds}{v}}}
{\displaystyle Fds=\gamma m_{0}v(1+{\frac {v^{2}}{c^{2}}}\cdot \gamma ^{2})dv}
A questo punto, integrando, otteniamo le seguenti uguaglianze
{\displaystyle \int _{0}^{t}Fds=m_{0}\cdot \int _{0}^{t}\gamma v(1+{\frac {v^{2}}{c^{2}}}\cdot \gamma ^{2})dv}
{\displaystyle L(t)=m_{0}(\int _{0}^{t}\gamma vdv+{\frac {1}{c^{2}}}\int _{0}^{t}v^{3}\cdot \gamma ^{3}dv)}
conoscendo la definizione di Lavoro {\displaystyle dL=Fds}
Risolviamo separatamente gli integrali e otteniamo i seguenti risultati:
- {\displaystyle \int _{0}^{t}\gamma vdv=c^{2}\cdot (1-{\frac {1}{\gamma }})}
- {\displaystyle \int _{0}^{t}\gamma ^{3}v^{3}dv=c^{4}(\gamma +{\frac {1}{\gamma }}-2)}

Sostituendo
{\displaystyle {\frac {L(t)}{m_{0}}}=c^{2}\cdot (1-{\frac {1}{\gamma }})+c^{2}\cdot (\gamma +{\frac {1}{\gamma }}-2)}
{\displaystyle {\frac {L(t)}{m_{0}}}=c^{2}\cdot (1-{\frac {1}{\gamma }}+\gamma +{\frac {1}{\gamma }}-2)}
{\displaystyle {\frac {L(t)}{m_{0}}}=c^{2}\cdot (\gamma -1)}
Quindi esprimiamo tutto in funzione di {\displaystyle v}
{\displaystyle {\frac {L(t)}{m_{0}c^{2}}}+1=\gamma =>(1+L(t)/m_{0}c^{2})^{2}={\frac {1}{1-{\frac {v^{2}(t)}{c^{2}}}}}}
{\displaystyle (1-{\frac {v^{2}(t)}{c^{2}}})\cdot (1+L(t)/m_{0}c^{2})^{2}=1=>1-{\frac {v^{2}(t)}{c^{2}}}={\frac {1}{(1+L(t)/m_{0}c^{2})^{2}}}}
{\displaystyle {\frac {v^{2}(t)}{c^{2}}}=1-{\frac {1}{(1+{\frac {L(t)}{m_{0}c^{2}}})^{2}}}}
{\displaystyle v(t)=c{\sqrt {1-{\frac {1}{(1+{\frac {L(t)}{m_{0}c^{2}}})^{2}}}}}}
Usando le serie di Taylor per {\displaystyle t\rightarrow 0,L\rightarrow 0}
{\displaystyle v(t)={\sqrt {2{\frac {L(t)}{m_{0}}}}}=>{\frac {1}{2}}m_{0}v^{2}(t)=L(t)}
Ed effettivamente il nostro lavoro esercitato sul corpo è quello esclusivamente utilizzato per lo spostamento e si tramuta pertanto in energia cinetica. Possiamo inoltre verificare facilmente che il limite di {\displaystyle v(t)} per {\displaystyle t\rightarrow \infty } è  {\displaystyle c}: questo sta a significare che per quanta energia forniamo a un corpo, se questa tentiamo di trasformarla tutta in energia cinetica, otterremmo sempre delle velocità più prossime a {\displaystyle c} e mai superiori.